# Komisja Badania Wypadków Lotniczych Lotnictwa Państwowego

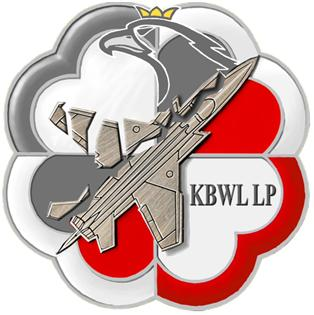
Logo KBWLLP

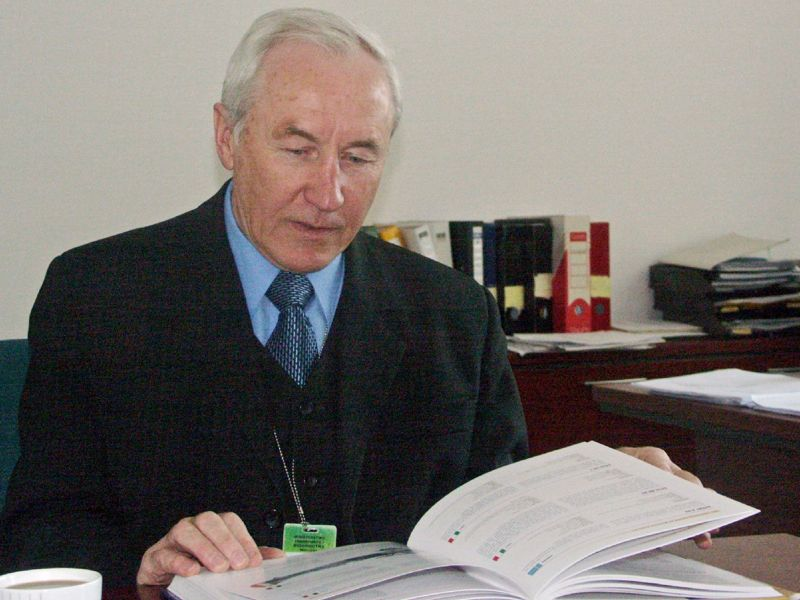
Płk rez. pil. Edmund Klich, przewodniczący komisji w dniach 15–28 kwietnia 2010

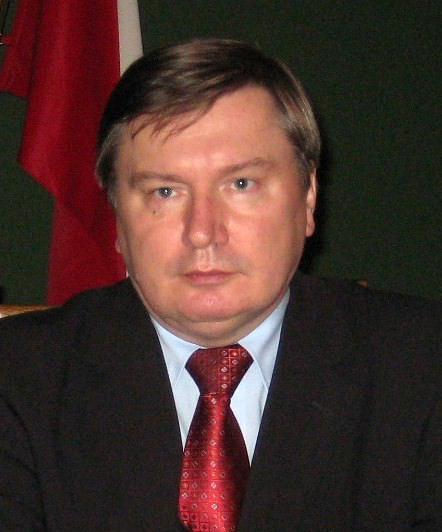
Minister spraw wewnętrznych Jerzy Miller, przewodniczący komisji od 28 kwietnia 2010

Komisja Badania Wypadków Lotniczych Lotnictwa Państwowego (KBWLLP) – polska komisja wojskowa, działająca do czerwca 2012 r. na podstawie Rozporządzenia Ministra Obrony Narodowej z dnia 26 maja 2004 roku w sprawie organizacji oraz zasad funkcjonowania Komisji Badania Wypadków Lotniczych Lotnictwa Państwowego. Komisja była powoływana decyzją ministra obrony narodowej w uzgodnieniu z ministrem właściwym spraw wewnętrznych, po zaistnieniu wypadku lub poważnego incydentu lotniczego w lotnictwie państwowym, obejmującym statki powietrzne używane w siłach zbrojnych RP, straży granicznej i policji. Po czerwcu 2012 roku powoływana jest przez MON także w uzgodnieniu z MSW na okres 1 roku. Prace KBWLLP, podobnie jak Państwowej Komisji Badania Wypadków Lotniczych (PKBWL), zajmującej się wypadkami w lotnictwie cywilnym, mają na celu ustalenie okoliczności i przyczyn zdarzenia lotniczego oraz wydanie zaleceń i wniosków dla zapobiegnięcia podobnym wypadkom w przyszłości. KBWLLP nie orzeka co do winy i odpowiedzialności. Działalność KBWLLP w czasie badania wypadku lub poważnego incydentu lotniczego ma charakter niejawny.

## Komisja badająca katastrofę polskiego Tu-154 w Smoleńsku
W przypadku badania katastrofy polskiego Tu-154 w Smoleńsku w dniach 15–28 kwietnia 2010 Komisją Badania Wypadków Lotniczych Lotnictwa Państwowego (KBWLLP) kierował płk rez. pil. Edmund Klich, będący jednocześnie szefem Państwowej Komisji Badania Wypadków Lotniczych (PKBWL); od 28 kwietnia 2010 Komisją Badania Wypadków Lotniczych Lotnictwa Państwowego (KBWLLP) kieruje minister spraw wewnętrznych i administracji Jerzy Miller.
Na mocy Rozporządzenia Ministra Obrony Narodowej z dnia 27 kwietnia 2010 roku zmieniającego rozporządzenie w sprawie organizacji oraz zasad funkcjonowania Komisji Badania Wypadków Lotniczych Lotnictwa Państwowego, przewodniczący Komisji badającej katastrofę polskiego Tu-154 w Smoleńsku podlega bezpośrednio Prezesowi Rady Ministrów. Protokół wraz z całością materiałów zebranych przez Komisję przewodniczący przedstawia do zatwierdzenia Prezesowi Rady Ministrów i informuje o tym Ministra Obrony Narodowej. Prezes Rady Ministrów podejmuje decyzję o wznowieniu badania i ewentualnej zmianie orzeczenia w sytuacji, gdy:
a) wyjdą na jaw nowe okoliczności lub dowody istotne dla sprawy

b) dowody istniejące w dniu wydania orzeczenia nie były mu znane
Decyzję w przedmiocie udzielania informacji o przebiegu i rezultatach badań prowadzonych przez Komisję podejmuje Prezes Rady Ministrów.
Rozporządzenie Ministra Obrony Narodowej z dnia 27 kwietnia 2010 roku zmieniające rozporządzenie w sprawie organizacji oraz zasad funkcjonowania Komisji Badania Wypadków Lotniczych Lotnictwa Państwowego stało się w 2010 roku przedmiotem analiz ekspertów Biura Analiz Sejmowych.
W dniu 12 czerwca 2017 r. Ministerstwo Obrony Narodowej złożyło zawiadomienie do prokuratury ws. możliwości "popełnienia przestępstwa przeciw działalności instytucji państwowych, wymiarowi sprawiedliwości lub przeciwko wiarygodności dokumentów" w związku z działalnością i raportem końcowym Komisji Badania Wypadków Lotniczych Lotnictwa Państwowego działającej pod przewodnictwem Edmunda Klicha, a następnie Jerzego Millera.

### Skład komisji badającej katastrofę w Smoleńsku
Skład komisji powołanej do zbadania katastrofy jest następujący:
- Jerzy Miller (minister spraw wewnętrznych i administracji) – przewodniczący (od dnia 28 kwietnia 2010 roku; w dniach 15–28 kwietnia 2010 roku przewodniczącym Komisji był płk rez. pil. Edmund Klich[4])
- płk pil. mgr inż. Mirosław Grochowski[10] (szef Inspektoratu MON ds. Bezpieczeństwa Lotów[5]) – zastępca przewodniczącego
- mgr Agata Kaczyńska[10] (sekretarz Państwowej Komisji Badania Wypadków Lotniczych (PKBWL)[11]) – sekretarz

#### Podkomisja lotnicza
Eksperci z zakresu szkolenia lotniczego, ruchu lotniczego, ratownictwa lotniczego, łączności, nawigacji i meteorologii:
1. ppłk pil. mgr inż. Robert Benedict[10] – przewodniczący (początkowo przewodniczącym podkomisji lotniczej był kmdr rez. pil. Dariusz Majewski)[12]
2. dr inż. Maciej Lasek[10] – zastępca przewodniczącego (zastępca przewodniczącego PKBWL[11])
3. kmdr rez. pil. mgr inż. Dariusz Majewski[10]
4. mgr inż. Bogdan Fydrych[10] (członek PKBWL[11])
5. mgr Wiesław Jedynak[10] (PLL LOT[12])
6. dr Agnieszka Kunert-Diallo[10] (PLL LOT[12])
7. mgr inż. Krzysztof Lenartowicz[10]
8. mgr inż. Edward Łojek[10]
9. ppłk rez. mgr inż. Mirosław Milanowski[10]
10. ppłk rez. mgr inż. Maciej Ostrowski[10]
11. mgr inż. Kazimierz Szostak[10] (PLL LOT[12])
12. mgr inż. Waldemar Targalski[10] (członek PKBWL[11]);
13. ppłk rez. pil. mgr inż. Andrzej Winiewski[10]
14. dr hab. Marek Żylicz[10]

#### Podkomisja techniczna
Eksperci z zakresu eksploatacji statków powietrznych, awioniki, techniki lotniczej, logistyki i informatyki:
1. dr inż. Stanisław Żurkowski[10] – przewodniczący (członek PKBWL[11])
2. płk mgr inż. Mirosław Wierzbicki[10] – zastępca przewodniczącego
3. mjr mgr inż. Dariusz Dawidziak[10]
4. ppłk mgr inż. Dariusz Majewski[10]
5. ppłk mgr inż. Leszek Filipczyk[10]
6. mjr mgr inż. Artur Kułaszka (ITWL)[10]
7. prof. dr hab. inż. Ryszard Krystek[10]
8. mgr inż. Piotr Lipiec[10] (PLL LOT[12])
9. mgr inż. Władysław Metelski[10]
10. ppłk dr inż. Sławomir Michalak (ITWL)[10]
11. ppłk mgr inż. Janusz Niczyj (ITWL)[10]
12. płk rez. mgr inż. Jacek Przybysz[10]
13. mjr rez. mgr inż. Jerzy Skrzypek[10]
14. mgr inż. Wiesław Wypych[10] (PLL LOT[12])
15. ppłk mgr inż. Cezary Musiał[10]

#### Podkomisja medyczna
Eksperci z zakresu medycyny lotniczej, psychologii i patomorfologii:
1. płk dr n.hum. Olaf Truszczyński – przewodniczący (Wojskowy Instytut Medycyny Lotniczej[13])
2. ppłk lek. med. Bogusław Biernat[10]

### Komunikaty Komisji badającej katastrofę w Smoleńsku
18 stycznia 2011 roku w Komisja badająca katastrofę w Smoleńsku przedstawiła w trakcie konferencji prasowej prezentację, podczas której ujawniono stenogramy z rozmów rosyjskich kontrolerów lotu w dniu 10 kwietnia 2010 roku; zwracano uwagę, że obsługa wieży popełniła wiele błędów; podawała błędne informacje o ścieżce schodzenia i rozbieżne prognozy pogody.

### Raport końcowy Komisji badającej katastrofę w Smoleńsku
27 czerwca 2011 roku raport końcowy Komisji badającej katastrofę w Smoleńsku został przekazany premierowi Donaldowi Tuskowi, 25 lipca 2011 roku przyjęty, a 29 lipca 2011 roku zaprezentowany opinii publicznej podczas konferencji prasowej w Kancelarii Premiera oraz opublikowany na stronie internetowej Komisji w językach polskim, angielskim i rosyjskim, wraz z załącznikami - od 24 listopada 2015 r. witryna decyzją Kancelarii Prezesa Rady Ministrów przestała być dostępna, ale dostępne były jej kopie na serwerach niezależnych od rządu. Ponadto raport końcowy został opublikowany na stronach internetowych Kancelarii Prezesa Rady Ministrów, Ministerstwa Spraw Wewnętrznych i Administracji oraz Ministerstwa Obrony Narodowej.
W dniu 24 listopada 2015 r. raport został usunięty ze stron Kancelarii Prezesa Rady Ministrów, Ministerstwa Spraw Wewnętrznych i Administracji oraz Ministerstwa Obrony Narodowej, a następnie wydane zostało Rozporządzenie Ministra Obrony Narodowej z dnia 4 lutego 2016 r. zmieniającego rozporządzenie w sprawie organizacji oraz działania Komisji Badania Wypadków Lotniczych Lotnictwa Państwowego oraz powołano Podkomisję ds. Ponownego Zbadania Wypadku Lotniczego pod Smoleńskiem. Decyzję tę motywowano "zaniechaniem nawet powołania Komisji Badania Wypadków Lotniczych Lotnictwa Państwowego tak, jak to nakazuje prawo, czyli natychmiast po uzyskaniu informacji o przebiegu wydarzeń. Pięć dni zwlekano z powołaniem tej komisji po to, by ostatecznie powołać ją nie w oparciu i nie zgodnie z przepisami prawa polskiego, lecz pod obce dyktando, przyjmując narzucone warunki, a później nawet tych warunków nie dotrzymano" oraz "niesolidnością działań, podejmowanych przez komisję powołaną przez Federację Rosyjską, jak i przez trzy kolejne komisje i zespoły powołane przez polskie władze, którymi kierował premier Donald Tusk, w tym komisję Jerzego Millera". Raport końcowy nie jest już oficjalnym stanowiskiem Rzeczypospolitej Polskiej i oczekiwany jest raport końcowy w oparciu o raport techniczny opublikowany w dniu 11 kwietnia 2018 r.

### Protokół z badania zdarzenia lotniczego nr 192/2010/11
5 września 2011 roku KBWLPP opublikowała tzw. „Protokół z badania zdarzenia lotniczego nr 192/2010/11", liczący wraz z załącznikami ponad 1000 stron dokumentów, sporządzony dla Ministerstwa Obrony Narodowej; niejawny pozostał jedynie załącznik nr 7 z informacjami o obrażeniach ofiar katastrofy. Wszystkie dokumenty wypracowane przez Komisję zostały przesłane do prokuratury wojskowej prowadzącej śledztwo w sprawie katastrofy.
Protokół zawiera:
- wyliczenie składu komisji,
- oficjalne dane o ofiarach katastrofy oraz dane techniczne o samolocie
- warunki atmosferyczne 10 kwietnia 2010 r. przed podejściem do lądowania na lotnisku Smoleńsk Północny. „Warunki atmosferyczne występujące w rejonie lotniska Smoleńsk Północny nie pozwalały na wykonanie lądowania samolotu Tu-154M na tym lotnisku i miały wpływ na wypadek”.
- negatywną ocenę pracy wieży lotów: „Sposób kierowania podejściem i sprowadzeniem do lądowania polskiego Tu-154M przez grupę kierowania lotami mógł mieć wpływ na katastrofę”.
- negatywną ocenę zabezpieczenia medycznego i przeciwpożarowego lotniska. „W żadnym razie nie można mówić o dobrze przeprowadzonej akcji ratowniczej”.
- 45 rekomendacji dla kilkudziesięciu instytucji cywilnych i wojskowych strony polskiej i dwie – dla strony rosyjskiej

Protokół nie zawiera:
- wskazania osób odpowiedzialnych za katastrofę – nie przewidują tego przepisy o badaniu katastrof transportowych,
- nazwisk członków załogi[25]